# Walter Piazza
Walter Fernando Piazza (Nova Trento, 6 de novembro de 1925 – Florianópolis, 9 de fevereiro de 2016) foi um professor universitário e historiador brasileiro.

## Biografia
Filho de Romeu Boiteux Piazza e Aracy Batista Pereira Piazza. Era sobrinho e afilhado de José Boiteux. Contraiu matrimônio com Alba Maria da Luz Fontes, a qual faleceu prematuramente. Mais tarde, casou-se com Lourdes Maria da Silveira Piazza, com quem teve cinco filhos e seis netos.
Foi vereador em Nova Trento, sua cidade natal, na 16ª Legislatura, de 1947 a 1951.
Entre 1947 e 1948, a convite do colega Hercílio Pedro da Luz Filho, mudou-se para Florianópolis.

## Carreira
Foi redator do "Diário da Tarde", jornal de Adolfo Konder, da União Democrática Nacional (UDN). Depois n`"A Gazeta", de Jairo Callado, onde trabalhou até 1953. 
Professor da Universidade Federal de Santa Catarina, foi membro dos Institutos Históricos e Geográficos de Santa Catarina, Espírito Santo, Bahia e São Paulo, da Academia Catarinense de Letras, da Associação dos Professores Universitários de História de São Paulo, da Comissão Nacional de História e do Instituto Histórico da Ilha Terceira, nos Açores (Portugal). 
Na década de 1960, Piazza participou do Programa Nacional de Pesquisas Arqueológicas. Era responsável pelo levantamento em Santa Catarina, incluindo o Vale do Chapecó, o Rio Uruguai, o Vale do Peixe e o Vale do Itajaí. 
Foi um dos mais destacados pesquisadores da história de Santa Catarina.
Morreu em Florianópolis em 9 de fevereiro de 2016. Sepultado em 10 de fevereiro no Cemitério Jardim da Paz de Florianópolis.

## Publicações selecionadas
Para o acervo de suas obras consultar a referência seguinte.
- Folclore de Brusque - Estudo de uma comunidade. Brusque : Sociedade Amigos de Brusque, 1960.
- As grutas de São Joaquim e Urubici.  Florianópolis : Editora da UFSC, 1966.
- Estudos de Sambaquis - Nota prévia. Florianópolis, 1966.
- São Miguel e seu patrimônio histórico. Biguaçu, 1970.
- A Igreja em Santa Catarina: Notas para sua História. Florianópolis : Edição do Governo do Estado de Santa Catarina, 1977.
- Dicionário Político Catarinense. Florianópolis : Assembleia Legislativa do Estado de Santa Catarina, 1985.
- O poder legislativo catarinense: das suas raízes aos nossos dias (1834 - 1984). Florianópolis : Assembleia Legislativa do Estado de Santa Catarina, 1984.
- O Brigadeiro José da Silva Paes, estruturador do Brasil Meridional. Florianópolis : Editora da UFSC, 1988.
- A Colonização de Santa Catarina. 3ª edição. Florianópolis : Lunardelli, 1994.